# 울산경의고등학교
울산경의고등학교(蔚山敬義高等學校)는 대한민국 울산광역시 울주군 상북면 산전리에 위치한 사립 고등학교이다.

## 학교 연혁
- 1953년 3월 23일 : 학교법인 상북학원 설립, 이갑종 이사장 취임(초대)
- 1966년 3월 10일 : 상북고등학교 개교 (3학년 인가) 이종천 이사장 취임, 강종식 교장 취임(초대)
- 1978년 11월 21일 : 상북종합고등학교로 교명 변경 (보통과 6학급, 상과 3학급)
- 1988년 3월 1일 : 상북고등학교로 교명 변경
- 1998년 9월 1일 : 종합생활관(경의관) 완공
- 1999년 3월 1일 : 울산경의고등학교로 교명 변경
- 2002년 8월 30일 : 체육관 준공
- 2002년 9월 1일 : 학급 증설 인가 (24학급)
- 2019년 1월 24일 : 김인석 이사장 취임
- 2020년 3월 1일 : 인공지능융합교육중심고 지정(교육부)
- 2022년 3월 1일 : 고교학점제 선도학교 운영
- 2023년 10월 21일 : 김두환 이사장 취임
- 2024년 3월 1일 : AI정보교육 중심학교 운영
- 2025년 2월 6일 : 제57회 졸업식(졸업생 139명, 총 졸업생 누계 11,153명)
- 2025년 3월 1일 : 제10대 김진수 교장 취임
- 2025년 3월 4일 : 입학식(신입생 143명)

## 참고 자료
- 울산경의고등학교 - 한국교육학술정보원 학교알리미